# شهرستان پانه‌وژیس
شهرستان پانه‌وژیس (به لیتوانیایی: Panevėžio apskritis) یکی از شهرستان‌های کشور لیتوانی است.
این شهرستان ۲۵۰٬۳۹۰ نفر جمعیت، ۷٬۸۸۱ کیلومتر مربع مساحت و مرکز شهر پانه‌وژیس است.